# Вилья, Панчо
Хосе́ Дороте́о Ара́нго Ара́мбула (исп. José Doroteo Arango Arámbula; 5 июня 1878 — 20 июля 1923, Парраль (штат Чиуауа), Мексика), более известный как Франси́ско Ви́лья (исп. Francisco Villa) или Па́нчо Ви́лья (исп. Pancho Villa), — один из революционных генералов и лидеров крестьянских повстанцев во время Мексиканской революции 1910—1917 годов.

## Биография

### Тревожная молодость
Хосе Доротео Аранго Арамбула родился на асиенде Гогохито, неподалёку от селения Сан-Хуан-дель-Рио, штат Дуранго, в семье пеона. Владельцем асиенды был Лауреано Лопес Негрете. Хосе Доротео рано потерял отца и был вынужден работать на асиенде, но из-за невыносимых условий несколько раз пытался бежать. В 1894 году один из сыновей хозяина — Агустин Лопес Негрете — изнасиловал его старшую сестру. В ответ Хосе Доротео приобрёл револьвер, застрелил хозяина и убежал в горы. Там прошла его юность.
Живя вне закона, Хосе Доротео был в 1905 году тяжело ранен. От смерти его спас проезжавший мимо отряд восставших крестьян. Повстанцы подобрали и накормили его. Это были беглые пеоны, ведущие вооружённую борьбу с местной полицией, помещиками и федеральными войсками. Вождя отряда звали Франсиско Вилья. В составе отряда Хосе Доротео участвовал в дерзких рейдах на асиенды и небольшие города. Вскоре он стал доверенным лицом вождя. Однажды Франсиско Вилья был смертельно ранен и, умирая, назначил Хосе Доротео Аранго главой отряда. По просьбе повстанцев, Аранго отказался от прежнего имени и стал Франсиско Вильей II. Под его началом отряд продолжил свои набеги. В ходе одного из них Франсиско Вилья II убил обидчика своей сестры, Агустина Лопеса Негрете.

### Мексиканская революция

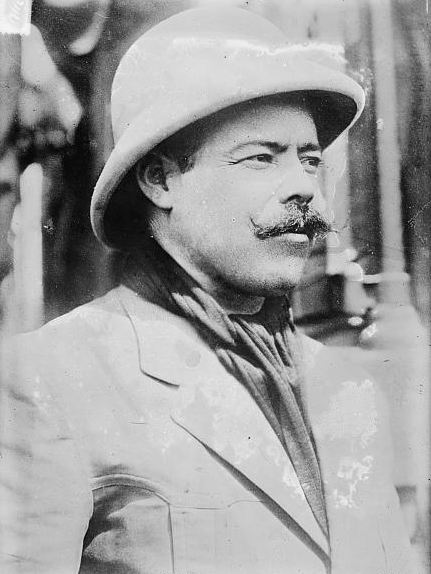

Франсиско Вилья II продолжал свои партизанские военные действия, пока в 1909 году не встретил Авраама Гонсалеса, местного представителя либерального кандидата в президенты Франсисико Мадеро. Гонсалес стал политическим наставником и другом Вильи, и тот примкнул к силам Мадеро, поднявшим восстание против президента Порфирио Диаса, переросшее в Мексиканскую революцию.
Во время восстания необразованный Вилья, который умел только читать и писать, показал себя способным полководцем. Талант командира, знание местности и коренного населения помогли Вилье создать дивизию хорошо обученных солдат. 10 мая 1911 года отряды Панчо Вильи и Паскуаля Ороско взяли Сьюдад-Хуарес, являвшийся важным таможенным пунктом, контроль над которым давал возможность беспрепятственно получать оружие и боеприпасы из США, после чего революционеры смогли перейти в наступление почти во всех штатах. После победы повстанцев Вилья остался в партизанской армии. В 1912 году во время восстания Паскуаля Ороско генерал Викториано Уэрта сфабриковал обвинение против Вильи, оставшегося верным правительству Мадеро, и приговорил его к смертной казни. Вилью спасло вмешательство Мадеро, который направил его в тюрьму. В ноябре 1912 года Панчо Вилья бежал в США.

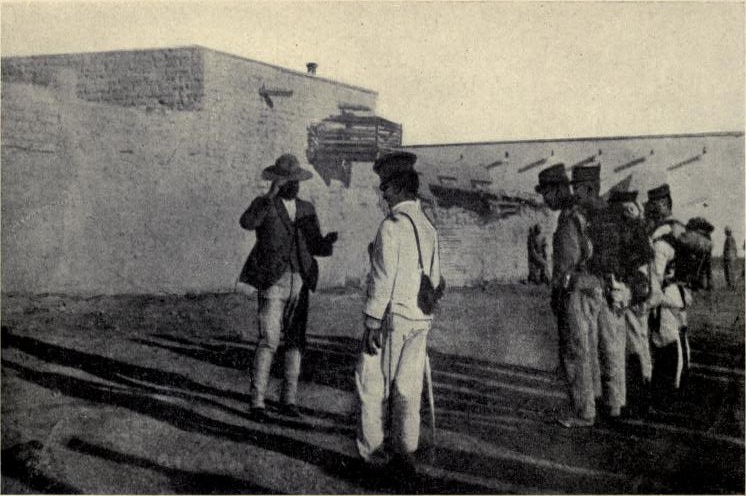
Генерал Вилья перед расстрельной командой.

После устроенного Уэртой военного переворота и убийства Франсисико Мадеро, а также его соратника Авраама Гонсалеса, Вилья, переплыв верхом Рио-Гранде, в марте 1913 года вернулся в Мексику, чтобы вести борьбу с узурпатором. Он создал формирование из нескольких тысяч человек, впоследствии получившее название «Северной дивизии» (Division del Norte). Соединив свои части с Конституционалистской армией Венустиано Каррансы, Вилья выступил против диктаторского режима генерала Уэрты. Когда отряды Вильи вошли в Торреон в ночь на 1 октября 1913 года, это стало переломным моментом всей кампании. В результате сражения правительственные войска потеряли убитыми 800 человек
Вилья вскоре установил контроль почти над всей территорией штата Чиуауа, а в середине ноября занял пограничный город Сьюдад-Хуарес и столицу штата, город Чиуауа. Местные военачальники избрали его губернатором штата. В этой кампании Вилья также показал себя талантливым командиром, одержав несколько побед. Сопровождавший его американский писатель и журналист Амброз Бирс был свидетелем самой впечатляющей победы Вильи — сражения при Тьерра-Бланка.
Деятельность Франсиско Вильи стала одним из предлогов для открытой интервенции ВМФ США, захватившего Веракрус — один из крупнейших портов Мексики. Непосредственным поводом стало «Дело Бентона»: в феврале 1914 года в Мексике был расстрелян британский землевладелец Уильям Бентон, который явился в ставку революционного генерала и угрожая оружием, потребовал вернуть земли, конфискованные у него в пользу крестьян. Однако он как покушавшийся на жизнь Вильи был схвачен и передан военно-полевому суду, который и вынес смертный приговор. Соединённые Штаты потребовали эксгумации тела и последующей экспертизы. Венустиано Карранса, которому формально подчинялся Вилья, отклонил это требование. Он также предостерёг правительство Вильсона от агрессии, заявив, что Мексика будет защищать свой суверенитет силой оружия

### Во главе революционных сил

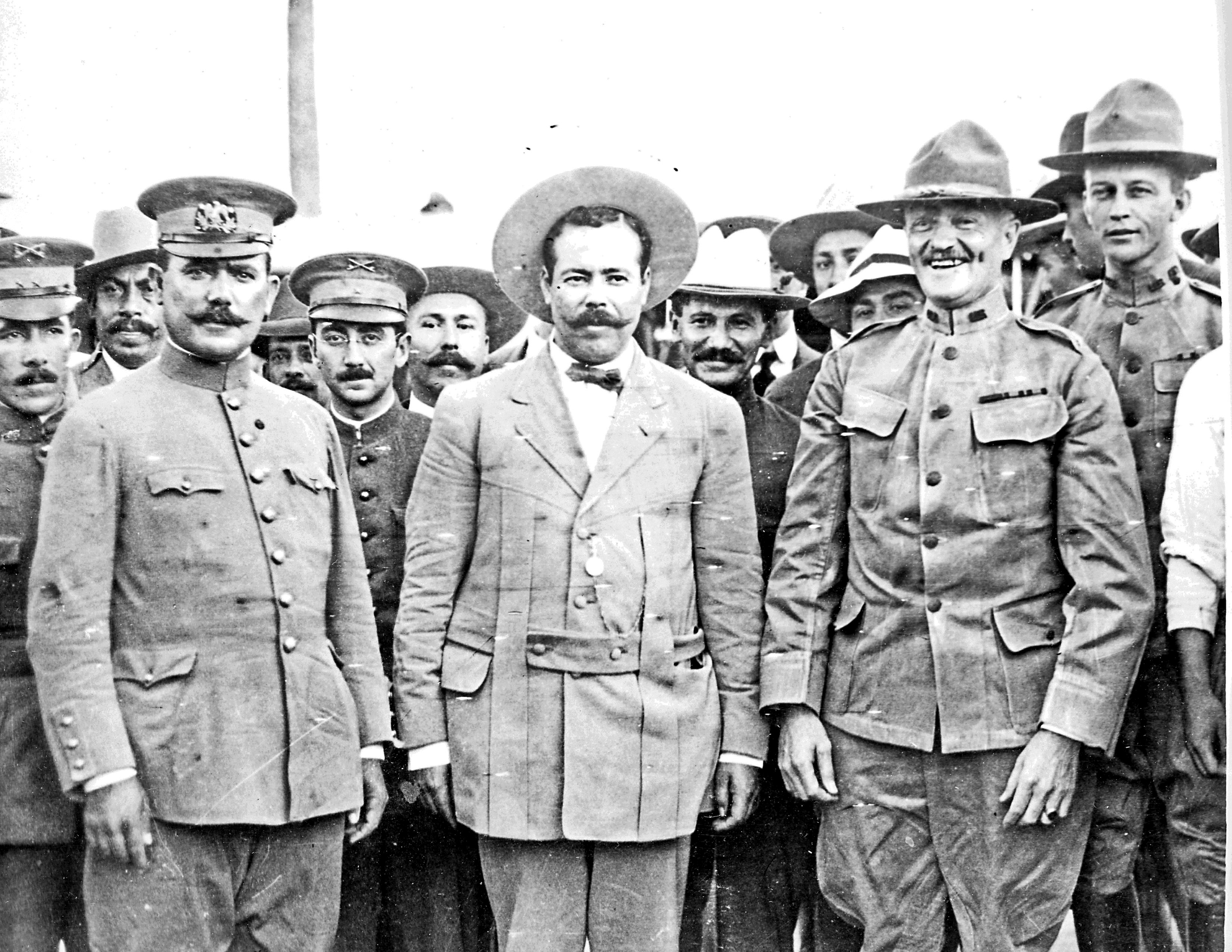
На одну из августовских встреч 1914 г. Обрегон и Вилья прибыли через территорию США. Слева направо: Альваро Обрегон, Панчо Вилья, Джон Першинг (за спиной Джордж Паттон). Форт Блисс, Техас.

Карранса и Вилья нанесли Уэрте решающее поражение в битве за Сакатекас в июне 1914 года, а затем вступили в Мехико. Однако между временными союзниками вскоре вскрылись существенные разногласия: крестьянские революционеры Вильи требовали радикальных социальных реформ и решения аграрного вопроса, а политическая программа Каррансы не предусматривала ни того, ни другого. В попытках урегулировать разногласия. Альваро Обрегон провёл несколько встреч с Вильей. Для решения вопросов о власти и предстоящих преобразованиях было условлено созвать Конвент командиров революционных армий. Он открылся 1 октября 1914 года в Мехико, а затем был перенесён в Агуаскальентес. Делегаты Конвента делились на три основные фракции: сторонники Вильи, сторонники Каррансы и группа офицеров армии Обрегона; по предложению вильистов на Конвент были приглашены представители близкого им Сапаты, получившие статус наблюдателей. 31 октября Конвент принял решение, согласно которому Вилья и Карранса должны были подать в отставку. 1 ноября делегаты избрали генерала Эулалио Гутьерреса временным президентом Мексики. Карранса не признал решений Конвента и, покинув столицу, отправился в Веракрус. После отказа Каррансы уйти в отставку Конвент объявил его мятежником, и президент Гутьеррес поручил разбить его Вилье, назначенному главнокомандующим силами Конвента.
К началу завершающего этапа революции формальное преимущество было на стороне возглавляемых Вильей сил Конвента. Основные железнодорожные пути от границы с США до Мехико находились под контролем Вильи, при этом самой столице угрожали отряды Сапаты, тогда как территории, подчинённые Каррансе, были разрознены и не имели прямого сообщения. К концу ноября 1914 года Вилья занял Мехико вместе с другим известным революционером из народа — южанином Эмилиано Сапатой. 4 декабря произошла встреча двух революционных лидеров, которые договорились о направлениях наступления. Однако оба командира не стремились далеко отходить от своих основных плацдармов: Вилья от Чиуауа, а Сапата от Морелоса. Поэтому Вилья должен был разбить Каррансу на севере, а Сапате предстояло взять Пуэблу и Веракрус. 6 декабря в Мехико состоялось торжественное шествие 50 тыс. солдат армий Вильи и Сапаты, которые возглавляли процессию на открытом автомобиле. По окончании шествия Сапата и Вилья вместе с временным президентом Гутьерресом поприветствовали жителей с балкона Национального дворца.
В середине декабря 1914 года Вилья занял столицу Халиско Гвадалахару, а другие его отряды — административный центр Коауилы Сальтильо. При взятии города среди архивов бывшего председателя Конвента Вильяреаля были найдены письма президента Гутьерреса, предлагавшего Обрегону объединиться против Каррансы и Вильи. Вилья немедленно распорядился об аресте временного президента, однако тот успел бежать в Сан-Луис-Потоси; новым временным президентом стал Роке Гонсалес Гарса.
На подконтрольных ему территориях Вилья, как и Сапата, принялся за проведение земельной реформы. Осенью 1914 года по поручению Вильи бывший министр экономики в правительстве Мадеро Мануэль Бонилья разработал проект реформы по распределению необрабатываемых помещичьих земель, по которому крестьянам предлагалось выкупать экспроприированную землю за счёт низкопроцентных государственных кредитов. Вилья же выступал за бесплатную раздачу земель, особенно среди ветеранов-вильистов. В мае 1915 года он опубликовал свой план реформы, по которому между крестьянами должны были быть распределены все земли асьенд, превышающие определённый размер. Владельцы экспроприированных земель получали компенсацию, а новые собственники должны были выкупать у государства эти участки небольшими взносами. Причём в своём родном штате Чиуауа Вилья предлагал раздавать земли бесплатно. Кроме аграрных преобразований, Вилья проводил политику помощи неимущим слоям населения: были установлены пенсии для инвалидов войны, на средства Чиуауа в столице штата финансировался бесплатный госпиталь для гражданского населения.

### Партизанский вожак

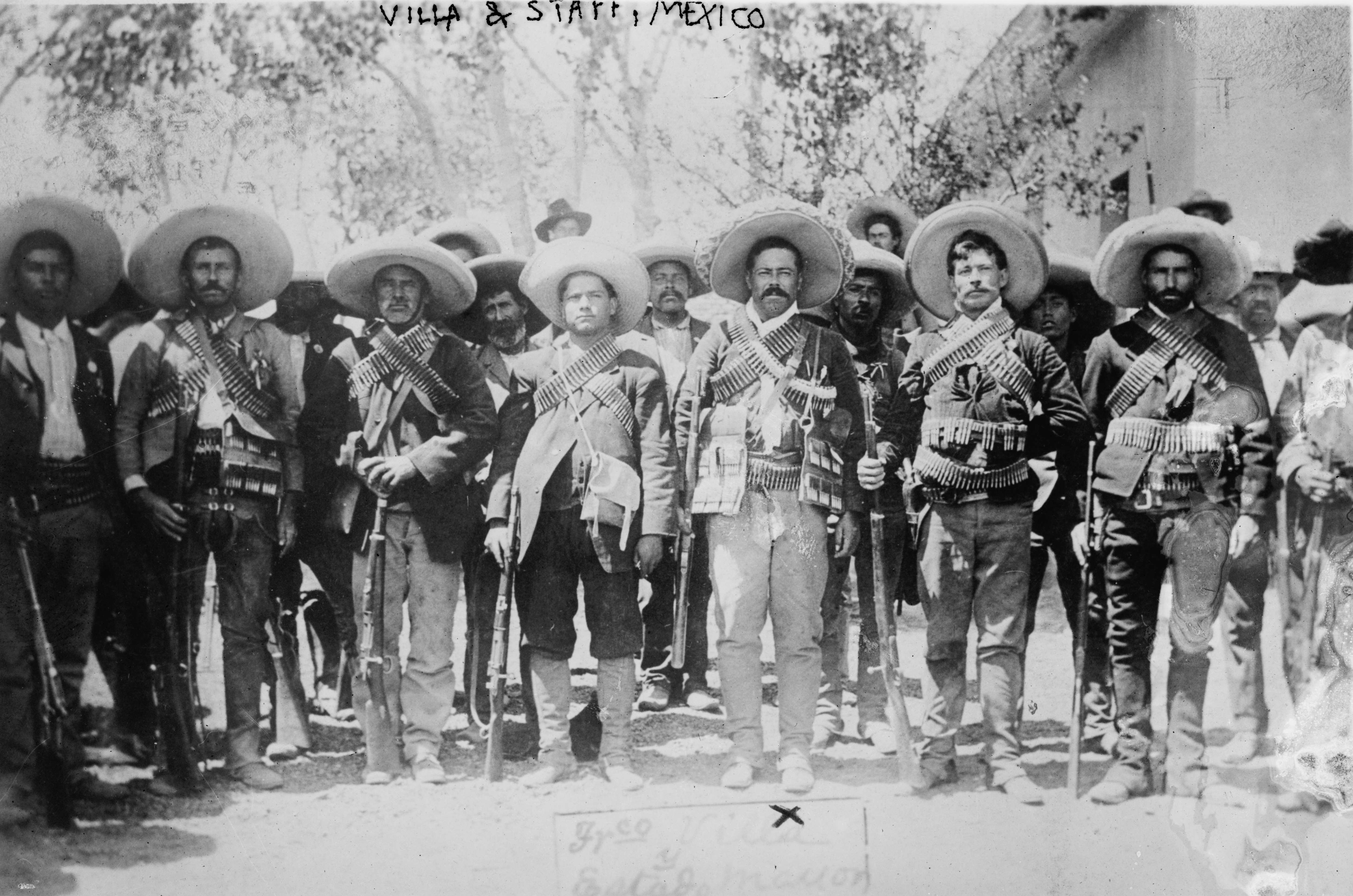
Панчо Вилья (пятый слева) со своими командирами.

Однако уже в январе 1915 года Вилья и Сапата потеряли столицу. Под натиском войск Каррансы войска Вильи отошли в горы на севере Мексики. Карранса отправил против крестьянского революционера своего генерала Альваро Обрегона, который нанёс войскам Вильи тяжёлые поражения в сражении при Селае (6-15 апреля) и при Тринидаде (29 апреля — 5 июня). К концу 1915 года Вилья был практически разбит федеральной армией. 30 октября генералом Кальесом ему было нанесено окончательное поражение при Агуа-Приета, и Панчо Вилья был вынужден перейти к партизанским действиям.
К тому же, Вилья узнал, что своей последней победе каррансисты были обязаны США, разрешившим перебросить через свою территорию подкрепление для сил Кальеса и предоставившим им прожекторы. Ранее благожелательно настроенный к американцам Вилья окончательно сменил свою политику в отношении США. Есть версия, что он решил спровоцировать американо-мексиканскую войну, которая могла либо вынудить Каррансу заключить с ним перемирие, либо заставить патриотично настроенных генералов каррансистской армии свергнуть последнего и объединиться с Вильей для отражения иностранной агрессии.
Чтобы продемонстрировать своё неподчинение Каррансе, которого поддерживал американский президент Вудро Вильсон, 9 января 1916 года отряд вильистов под командованием Пабло Лопеса снял с поезда и расстрелял 17 граждан США, сотрудников горнорудной компании, рядом с Санта-Исабель. Однако это происшествие не вызвало осложнений в американо-мексиканских отношениях, поскольку правительство США было занято событиями в Европе. Двумя месяцами позднее, в ночь с 8 на 9 марта, Вилья атаковал город Коламбус в штате Нью-Мексико, в результате чего были убиты 17 американцев (8 из которых были военными); при этом сами мексиканцы потеряли около ста человек.

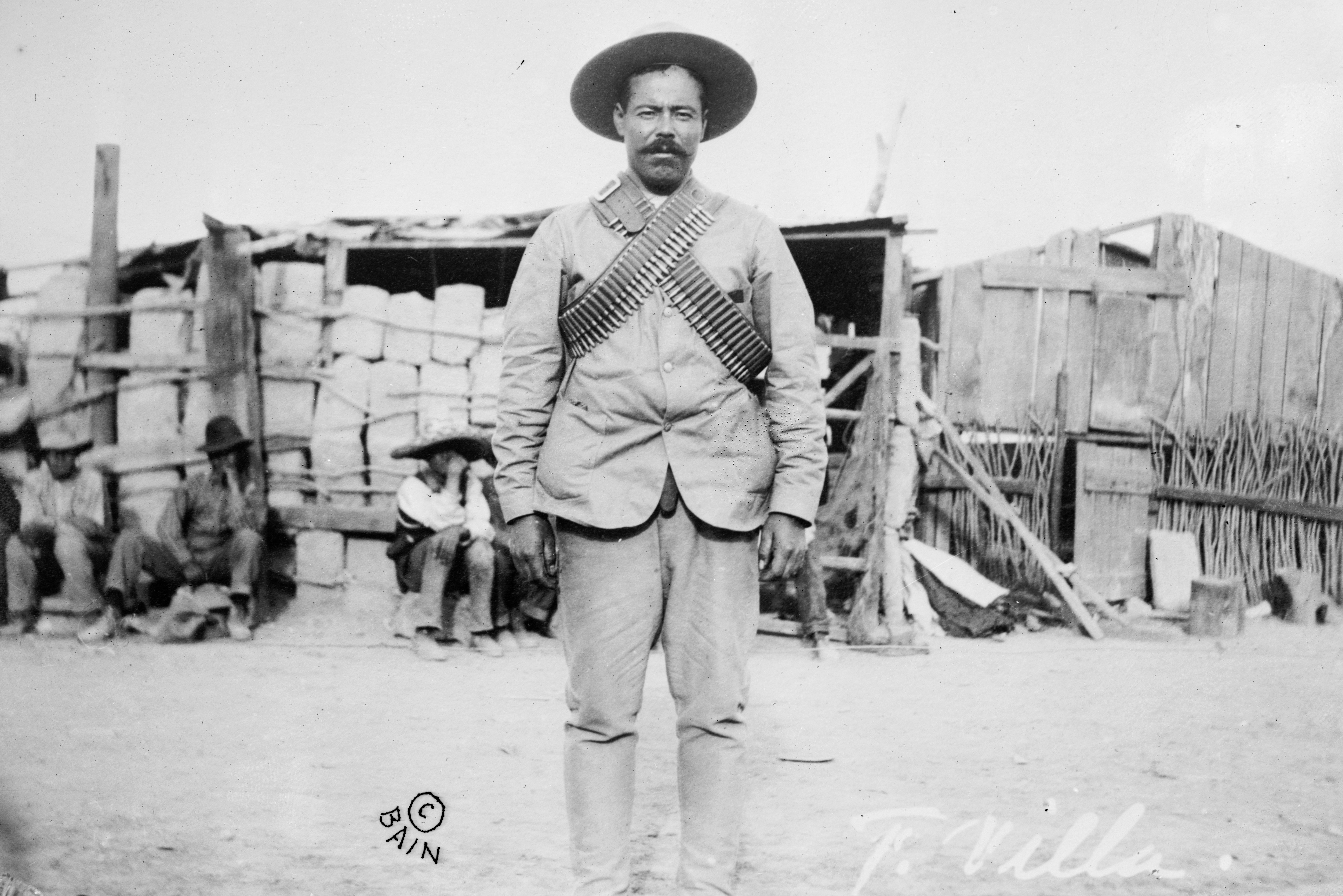
Панчо Вилья, перемотанный бандольерами.

В ответ Вудро Вильсон предпринял интервенцию на территорию, отправив с целью найти и захватить Вилью в этот район карательную экспедицию во главе с генералом Джоном Першингом. 16 марта 1916 года 8-тысячный экспедиционный корпус США, состоявший из одной пехотной и двух кавалерийских бригад, пересёк американо-мексиканскую границу. Американцы одержали несколько побед в стычках с силами вильистов, Но из-за популярности Вильи в народе и недовольства мексиканского правительства нахождением Першинга на мексиканской территории Вилья так и не был пойман.
Во время ведения военных действий в Мексике Вилья не придерживался правил войны, приказывая расстреливать всех федеральных офицеров и colorados.

### Убийство
После того, как Альваро Обрегон сверг Венустиано Каррансу, в 1920 году Вилья заключил соглашение с временным президентом Мексики Адольфо Уэртой и отошёл от революционной борьбы. Он поселился на асиенде «Канутильо» (купленной для него правительством), где на выделенных им участках работали ветераны его армии. В 7 часов утра 20 июля 1923 года Вилья был расстрелян в своём автомобиле в городе Идальго-дель-Парраль (штат Чиуауа). Вместе с ним погибли ещё четыре спутника: личный телохранитель Вильи генерал Мадрено, секретарь Тамайо, шофёр полковник Трильо и охранник Уэртадо.
Возглавлял банду убийц депутат законодательного собрания штата Дюранго — Хесус Салас Баррас, гордившийся убийством Вильи; в ней также были помещик Мелитон Лосойя (бывший владелец асиенды Вильи), полковник Феликс Лара (командующий федеральными войсками в регионе) и другие. Никто из 12 убийц так и не понёс наказания. Хотя это и не было полностью доказано, большинство историков сходятся во мнении, что убийство было организовано генералом и политиком Плутарко Элиасом Кальесом вместе с его соратником Хоакином Амаро с согласия президента Альваро Обрегона.
В 1926 году по обвинению в краже черепа Вильи был арестован его бывший подчинённый Хольмдаль. Через полвека останки Панчо Вильи (за исключением черепа, судьба которого остается неизвестной) были перенесены в Памятник Революции на Пасео-де-ла-Реформа. Вдова Вильи эту торжественную церемонию проигнорировала.

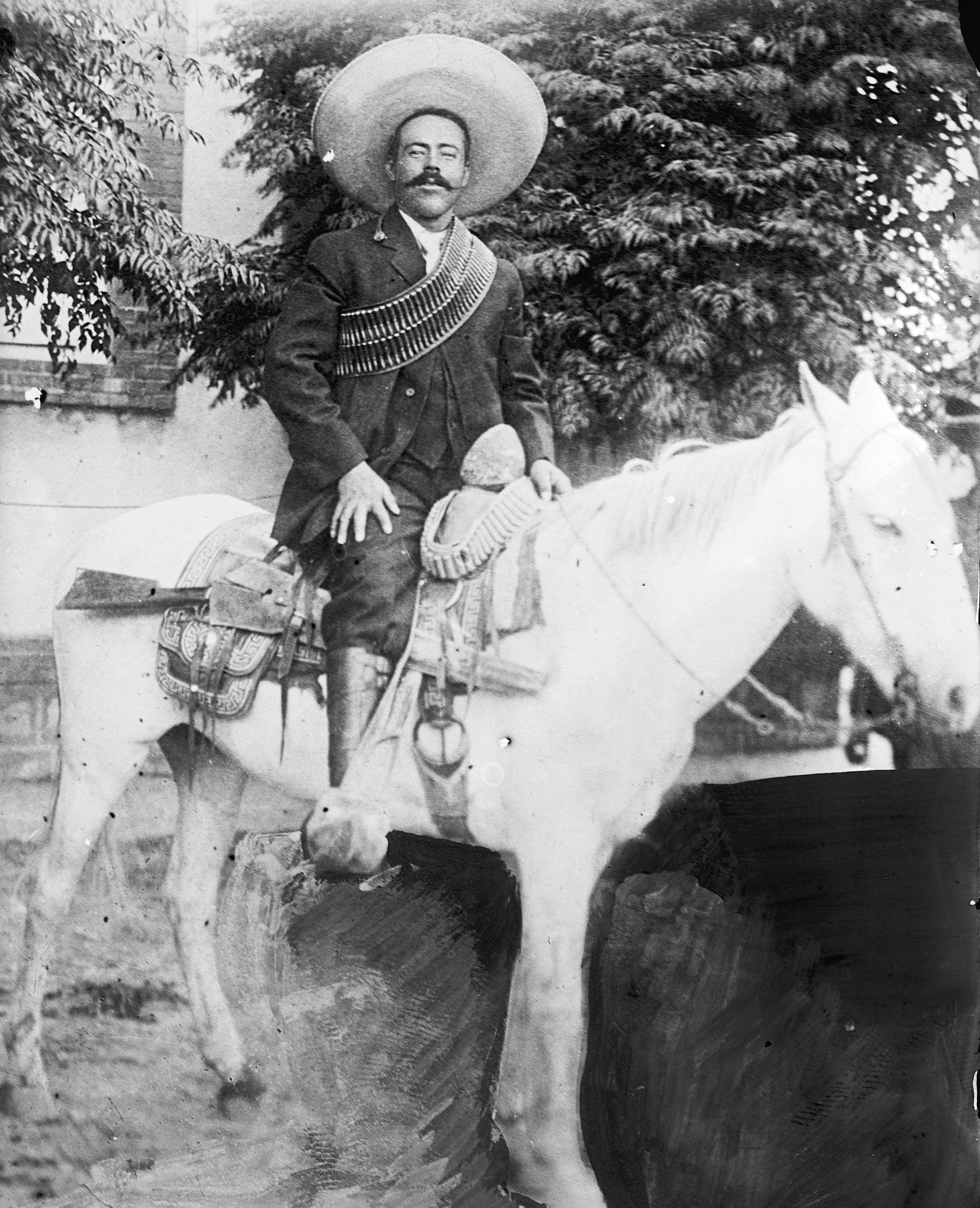
Конный портрет Вильи в национальном сомбреро
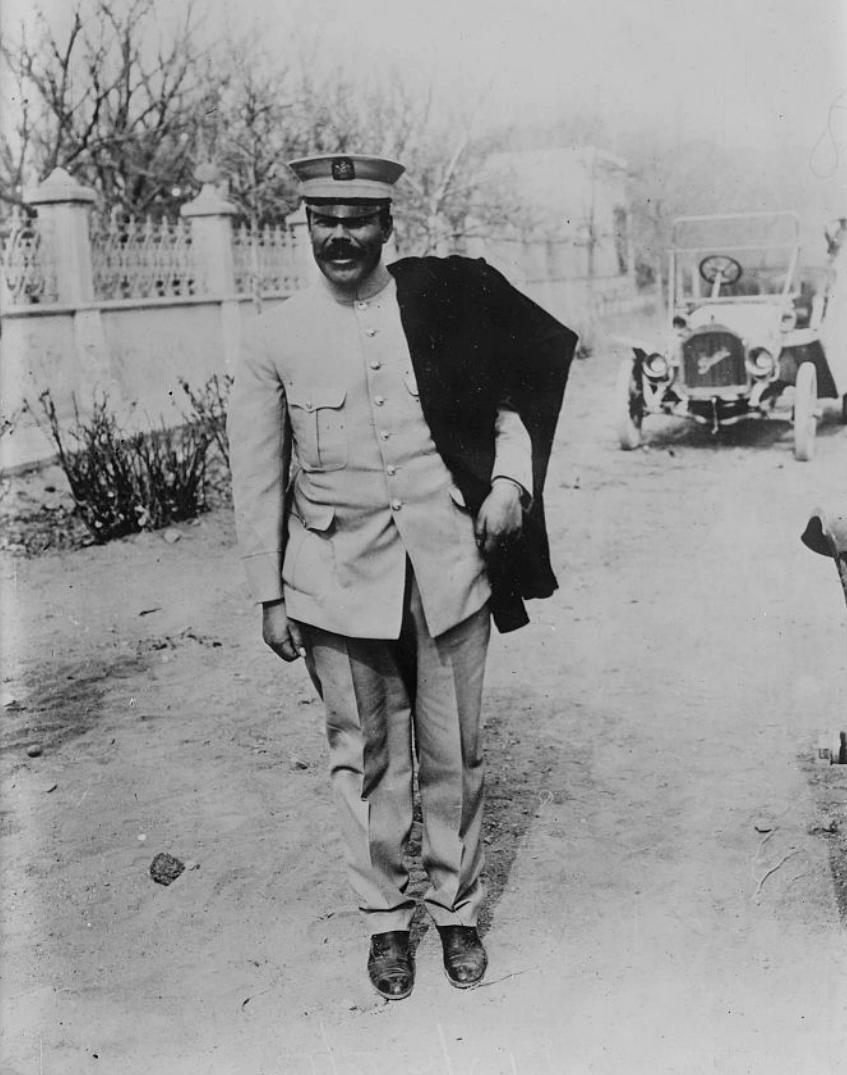
Генерал Вилья в форме федеральной армии
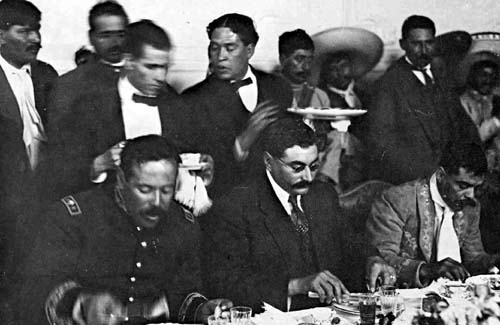
Панчо Вилья, временный президент Мексики Эулалио Гутьеррес, Эмилиано Сапата
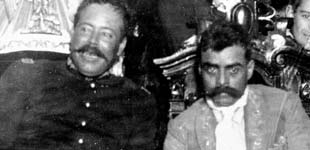
Панчо Вилья и Эмилиано Сапата
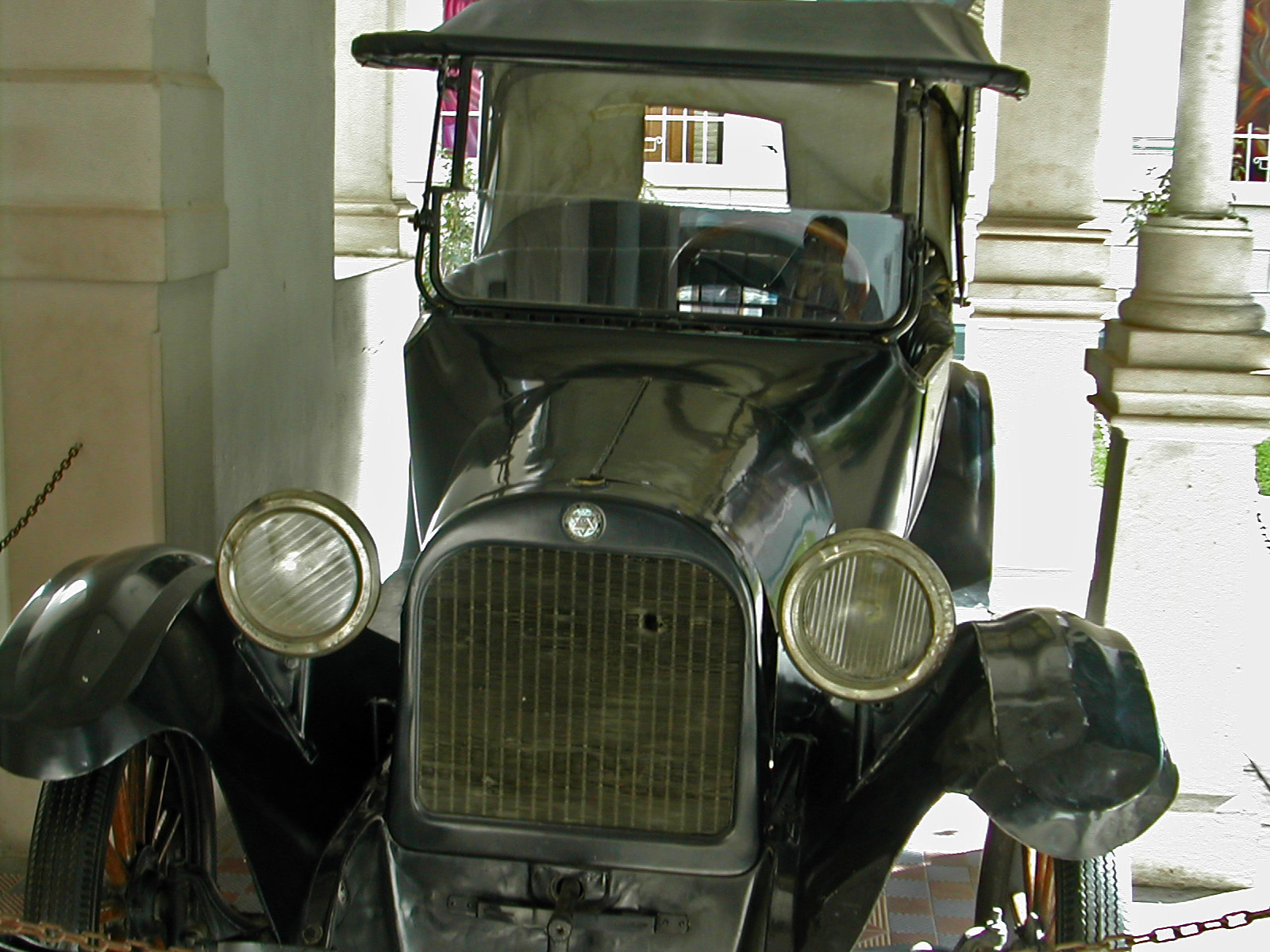
Автомобиль, в котором был застрелен Вилья

## Оценки
Джон Рид, американский журналист и публицист левого толка:
Вилья ненавидит всякие пышные и ненужные церемонии, и поэтому любое его публичное выступление производит сильное впечатление. Он обладает необыкновенной способностью выражать чувства народных масс.

## Интересные факты

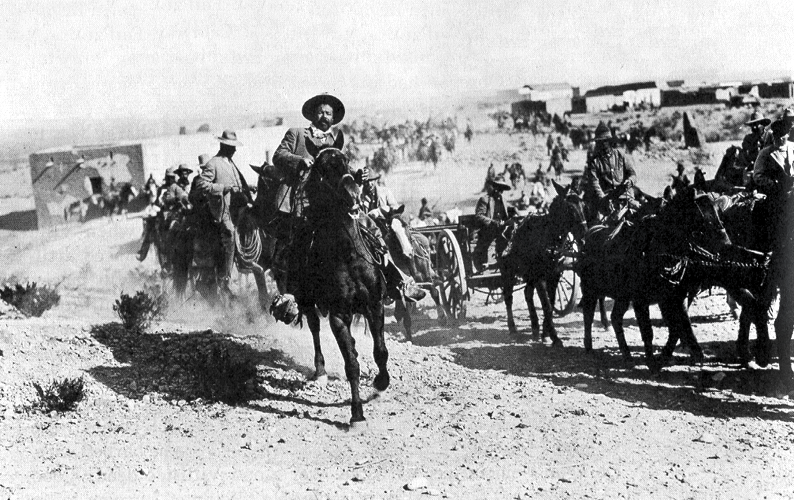
Вилья во главе колонны своих гвардейцев «Дорадос»

- Среди американских военных, не сумевших уничтожить Вилью, были Джон Першинг и Джордж Паттон.
- История гибели Вильи легла в основу достаточно известной мексиканской народной песни «Кукарача», также известной и в СССР.
- В честь Панчо Вильи под его именем и фамилией выступал знаменитый филиппинский боксёр Франсиско Гильедо, ставший в 1923 году первым азиатским боксёром-чемпионом мира среди профессионалов.
- В 1934 году был создан американский фильм (беллетрированная биография) «Вива Вилья!» с Уоллисом Бири в главной роли.
- В американском фильме 1968 года «Вилья в седле» роль Вильи Панчо блестяще исполнил известный голливудский актёр Юл Бриннер.
- Панчо Вилья упоминается в песне Мирей Матьё «Ciao Bambino, Sorry».
- В фильме режиссёра Брюса Бересфорда «And Starring Pancho Villa as Himself» 2003 года главную роль сыграл Антонио Бандерас.
- В фильме режиссёра Сергея Бондарчука «Красные колокола» 1982 года роль Панчо Вильи сыграл Эраклио Сепеда.
- В игре «The Young Indiana Jones Chronicles» на игровой приставке NES, Индиана Джонс встречается с Панчо Вилья в заставке к 2 главе «Мексика».
- В запланированном фильме Эмира Кустурицы «Дикие розы, нежные розы» (первоначальное название «Семь друзей Панчо Вильи и женщина с шестью пальцами») роль Панчо Вильи должен был исполнить Джонни Депп[19], но проект остался нереализованным.
- В 1916 году боевики Панчо Вильи использовали мотоциклы «Харли-Дэвидсон» для налётов на пограничные с Мексикой американские города. Им противостояли войска под командой генерала Першинга на мотоциклах «Индиан».
- В честь песни «Кукарача», в которой воспеваются подвиги Панчо, существует популярный в России коктейль-шот.

## Документальные фильмы
- 2008 — Панчо Вилья / Pancho Villa aqui y alli (реж. Матиас Кеильбурт / Matías Gueilburt)